# هجوم الصيف اليوناني
كان هجوم الصيف اليوناني عام 1920 هجومًا شنه الجيش اليوناني ، بمساعدة القوات البريطانية، للاستيلاء على المنطقة الجنوبية من بحر مرمرة ومنطقة بحر إيجه من قوات كوفا يي ملية (القوات الوطنية) التابعة لحكومة الحركة الوطنية التركية المؤقتة. في أنقرة . بالإضافة إلى ذلك، تم دعم القوات اليونانية والبريطانية من قبل قوات النظام التابعة للحكومة العثمانية في إسطنبول، والتي سعت إلى سحق القوات القومية التركية. كان الهجوم جزءًا من الحرب اليونانية التركية وكان واحدًا من عدة اشتباكات ساعدت فيها القوات البريطانية الجيش اليوناني المتقدم. شاركت القوات البريطانية بنشاط في غزو المدن الساحلية لبحر مرمرة . بموافقة الحلفاء، بدأ اليونانيون هجومهم في 22 يونيو 1920 وعبروا "خط ميلن".   كان "خط ميلن" هو الخط الفاصل بين اليونان وتركيا، والذي تم وضعه في باريس .  كانت مقاومة القوميين الأتراك محدودة، حيث كان لديهم قوات قليلة وسيئة التجهيز في غرب الأناضول .  كما كانوا مشغولين على الجبهتين الشرقية والجنوبية .   وبعد إبداء بعض المعارضة، تراجعوا إلى إسكي شهير بأمر من مصطفى كمال باشا. 

## مقدمة

خريطة توضح تقدم الجيش اليوناني في تراقيا الشرقية والأناضول خلال صيف عام 1920.

في مايو 1920، أُرسلت قوات كوفا يي الإنزيباتية ، بدعم من البريطانيين، للاستيلاء على منطقة جيف وإزميت ، لكن القوات التركية غير النظامية صدتهم. وفي وقت لاحق، قصفت الطائرات البريطانية المواقع التركية في إزميت دون نتيجة تذكر.  تحصنت 3 أفواج من قوات قوا انضباطية  في ضواحي إزميد . وخلفهم كانت هناك 2-3 كتائب بريطانية، علاوة على ذلك، كانت مدعومة بعدة بوارج بريطانية من البحر.  في 15 يونيو، حاول القوميون الأتراك التقدم نحو المواقع العثمانية والبريطانية ، لكنهم لم يحرزوا تقدمًا يذكر، حيث بدأت البوارج والطائرات البريطانية في قصفهم في 16-17 يونيو.  في هذه المناسبة، شهدت المدافع البحرية البريطانية مقاس 15 بوصة أول عمل لها بقصف المواقع التركية.  

## الخسائر
نظرًا لعدم تمكنهم من الاعتماد على قوا انضباطية لأن الوضع كان في طريق مسدود، كان القتال حول إزميت أمرًا أساسيًا بالنسبة للبريطانيين الذين قرروا جلب الجيش اليوناني للمساعدة ومعاقبة الهجمات على قواتهم.   وفي الوقت نفسه، كان اليونانيون حريصين على احتلال وطنهم التاريخي . خطط الطاقم العسكري البريطاني مع الطاقم العسكري اليوناني للهجوم على المنطقة الساحلية الجنوبية لبحر مرمرة ومنطقة بحر إيجه .  بهذه الخطط بدأ الجيش اليوناني هجومه في 22 يونيو 1920.
خلال الهجوم، استولت القوات البريطانية واليونانية بشكل مشترك على البلدات التالية، وتم غزو بعض هذه البلدات من قبل قوات الإنزال البحري :   أخيسار (22 يونيو)؛ كيركاجاتش وسوما وصالحلي (24 يونيو)؛ ألاشهر (25 يونيو)؛ كولا (28 يونيو)؛ باليكسير (30 يونيو)؛ بانديرما وكيرماستي وكاراكابي (2 يوليو)؛ نزيلي (3 يوليو) ؛ جيمليك ومودانيا (6 يوليو)؛ بورصة (8 يوليو)؛ كارامورسيل (11 يوليو)؛ إزنيق (12 يوليو)؛ غيديز وأولوبي (28 أغسطس)؛ أوشاك (29 أغسطس)؛ سيماف (3 سبتمبر). أثناء الهجوم على هذه المناطق، وقعت عدة اشتباكات بين القوات البريطانية اليونانية المتقدمة والقوات التركية غير النظامية المدافعة. على سبيل المثال، تمت محاولة الاستيلاء على مودانيا في وقت مبكر من 25 يونيو من قبل قوات الإنزال البحري ، لكن المقاومة التركية العنيدة أوقعت خسائر في صفوف القوات البريطانية وأجبرتها على الانسحاب. في 6 يوليو، قصف أسطول بريطاني مكون من 12 سفينة المدينة لمدة ثلاث ساعات، مما أدى إلى مقتل 25 جنديًا تركيًا أثناء القصف. وبعد القصف نزلت القوات البريطانية وسيطرت على المدينة. كانت هناك حالات عديدة لنجاح عمليات التأخير التي قامت بها قوات تركية صغيرة غير نظامية ضد قوات العدو المتفوقة عدديًا. كما هو الحال في ساواش تبه عندما قامت وحدة تركية غير نظامية مكونة من 200 رجل بتأخير فرقة يونانية مكونة من 10000 رجل ليوم واحد. 

## ما بعد الكارثة
بدأ القوميون الأتراك هجومًا مضادًا صغيرًا في منطقة غيديز ، لكنه لم يكن ناجحًا.

## معرض صور

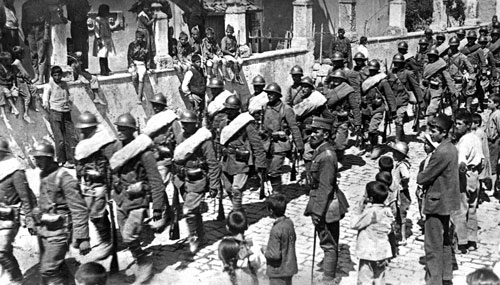
القوات اليونانية في مودانيا.
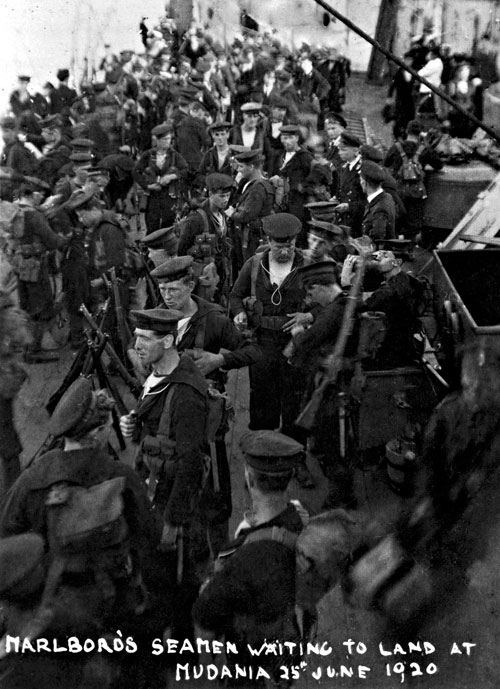
الإنزال البريطاني في مودانيا، 25 يونيو 1920.
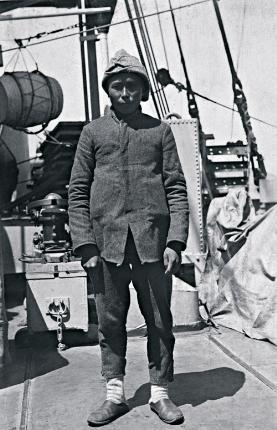
خاصة بالطوائف التركية أسير على متن السفينة ملكية خلال فترة مودانيا، 6 يوليو 1920.
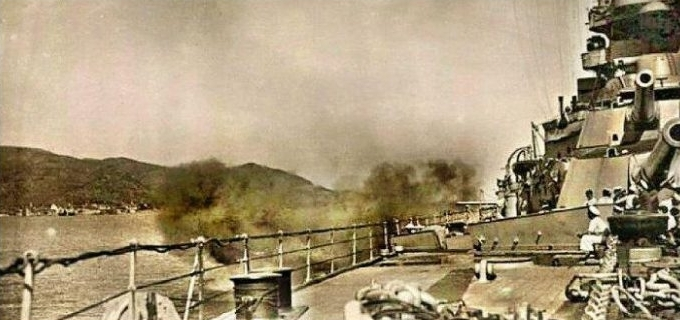
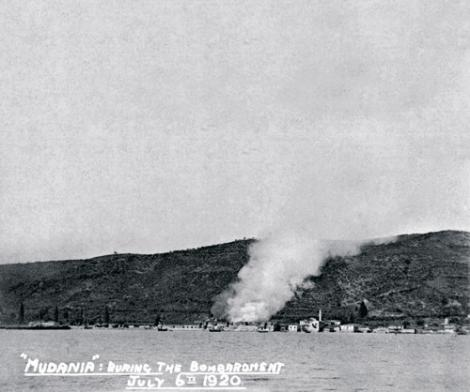
حروق ناجمة عن القصف، 6 يوليو 1920، مودانيا.
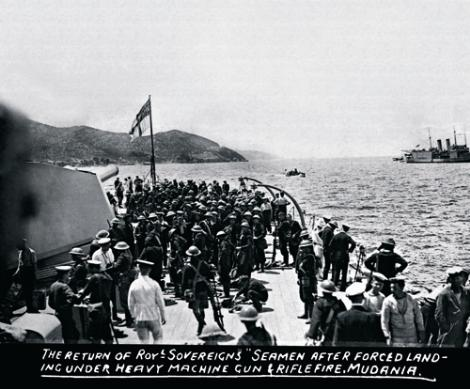
عودة البحارة السيادي الملكي 'الهبوط الاضطراري تحت نيران الرشاشات والبنادق. (مودانيا، يوليو 1920)
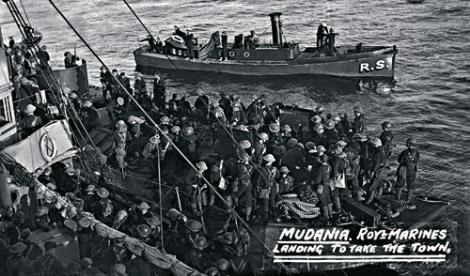
هبطت مشاة البحرية الملكية في مودانيا.
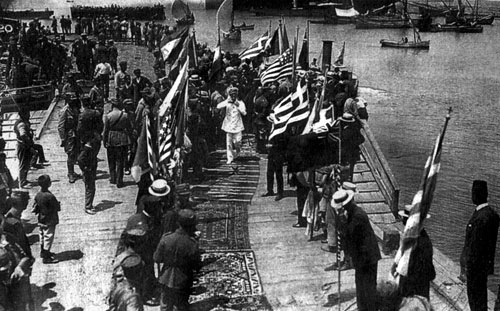
هبطت القوات اليونانية والأمريكية في بانديرما
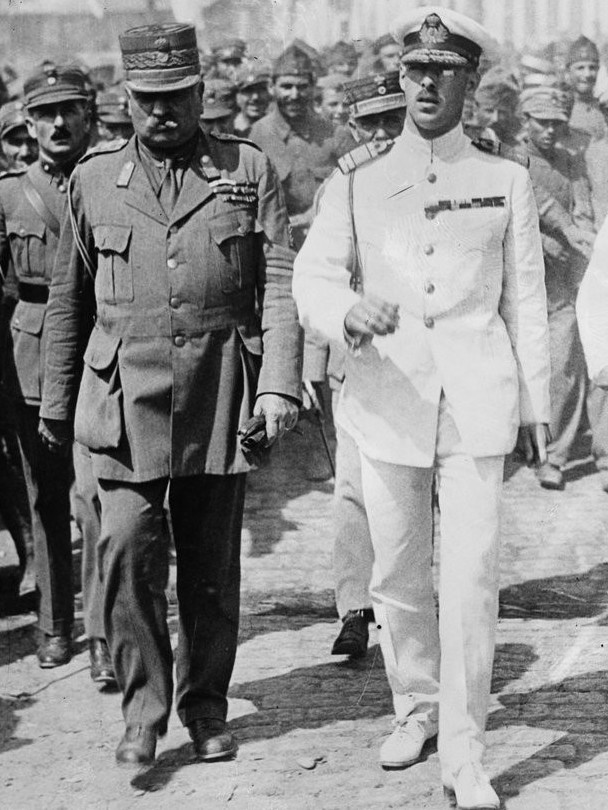
الجنرال باراسكيفوبولوس مع الملك الكسندرفي بانديرما.
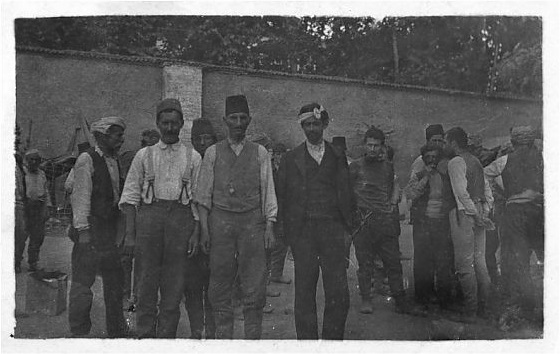
أسرى أتراك في إزميد من قبل القوات البريطانية. تم إعدام الثلاثة رجال الثلاثة في الجبهة زعماء العصابة وإعدامهم لاحقًا في يونيو 1920.
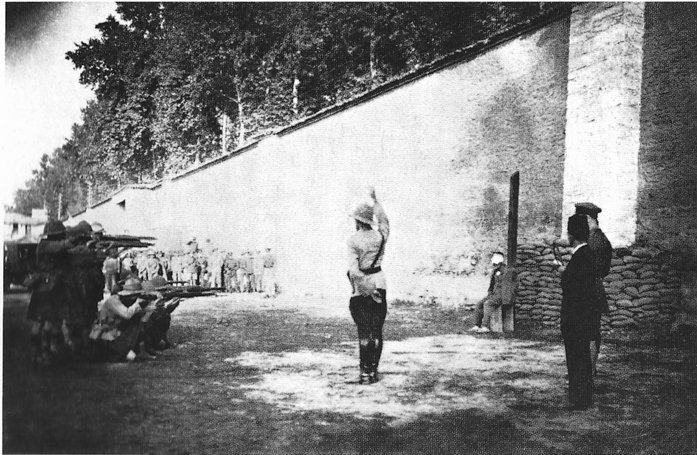
إعدام تركي كمالي على يد القوات البريطانية في إزميت.
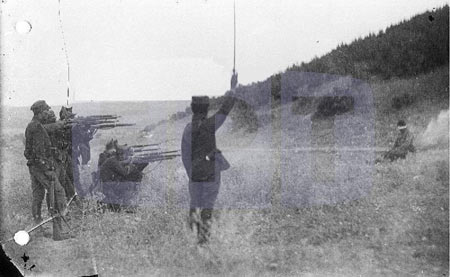
إعدام رجل تركي متهم بالتجسس على القوات اليونانية.
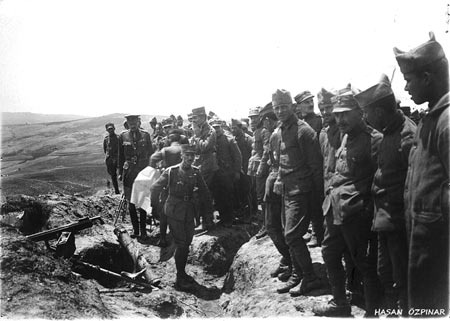
ضابط بريطاني ساهم في جمع القوات والنادق اليونانية.